# ۵۲۶ (میلادی)
۵۲۶ (میلادی) پانصد و بیست و ششمین سال تقویم میلادی است.

## درگذشتگان
- ۱۸ مه - پاپ ژان اول
- ۳۰ اوت - تئودوریک بزرگ، پادشاه اوستروگوت‌ها

‎